# Éric Galliano
 (décembre 2017).
Pour les articles homonymes, voir Galliano.
Éric Galliano est un animateur de télévision et comédien français né le 12 juillet 1965 à Marseille (Bouches-du-Rhône).

## Biographie
Éric Galliano est formé à l'atelier Michel Fugain de Nice, avant de commencer sa carrière comme speaker sur TMC en 1985. Sa carrière sera cependant véritablement lancée par la productrice Dominique Cantien sur TF1 la même année. C'est ainsi que de janvier 1987 à décembre 1988, il anime des jeux comme Les Grandes Oreilles, T'es pas cap ou des talk-shows comme Surtout le matin, L'après-midi aussi et Toute première fois sur TF1.
Il remplace aussi Max Meynier à l'animation du Juste Prix sur TF1. Il devient le visage emblématique des émissions jeunesse du service public d'Antenne 2 entre 1989 et 1993 avec Éric et compagnie, Cékanon, Pince-moi je rêve, Sparadra ou encore Dessinez c'est gagné junior. De 1994 à 1996, il anime Récré Kids sur TMC. Il accompagne les derniers mois de l'émission Club Dorothée sur TF1 à l'automne 1996 après le départ de deux de ses animateurs. Depuis 1997, Éric Galliano est absent de l'antenne, malgré un passage sur la chaîne Mangas en 2008.
En parallèle de sa carrière d'animateur, Éric Galliano participa à plusieurs séries télévisées dans les années 1990 et on le retrouve au théâtre tout au long des années 2000.
Il a été marié à un mannequin américain, le couple ayant eu une fille, Melissa. Dans l’émission Accès Privé sur M6 en mars 2010 puis chez Thierry Ardisson dans Tout le monde en a parlé, on apprend qu'il vit à Besançon, où il a eu un magasin de chaussures très réputé. Dans cette émission, il évoque son parcours dans l'audiovisuel et comment il est évincé de son poste d'animateur de l'émission Le Juste Prix en 1988 à son retour de congé, poste cédé à Patrick Roy. Un reportage est montré sur la vie de Éric Galliano, on l'y voit notamment avec son compagnon. Ce reportage engendre une polémique par Jean-Marc Morandini qui publie sur son blog qu'Éric y fait son coming-out. Or ce dernier déclare dans l'émission de Jacky sur IDF1 que celui-ci est déjà fait depuis plusieurs années, notamment dans le magazine TÊTU.
En 2012, on lui propose la direction des programmes de la première chaîne de télévision régionale privée franc-comtoise sur la TNT (Tic Tac TV).
En 2013, il prend la direction du Flagship Geox dans le centre historique de Bruxelles.
En 2014, la Maison de luxe Giorgio Armani lui confie le poste de directeur à Bruxelles, poste qu'il occupe jusqu'en janvier 2018. Il y aura le privilège de s'occuper de la Famille Royale Belge durant ces quatre années.
En 2018, la Maison de luxe Burberry lui confie les rênes de la boutique de Bruxelles. [réf. nécessaire].
Été 2022, la Maison de luxe Balenciaga lui confie les rênes de la boutique de la Principauté de Monaco.

## Émissions de télévision
- 1985 : Speakerin sur TMC
- 1985-1986 : Les Grandes Oreilles, TF1, avec Danièle Gilbert
- 1986-1988 : T'es pas cap, TF1
- 1987-1988 : Surtout le matin, TF1
- 1988 : Le Juste Prix, (5 émissions) TF1
- 1988-1989 : L'après-midi aussi, TF1
- 1989-1990 : Éric et compagnie, Antenne 2
- 1990 : En avant Astérix, Antenne 2
- 1990-1991 : Éric et Noella, Antenne 2
- 1991 : Éric et Toi et Moi, Antenne 2
- 1991-1992 : Pince-moi je rêve, Antenne 2
- 1991-1993 : Dessinez c'est gagné junior, Antenne 2, France 2
- 1992-1993 : Cékanon, France 2
- 1992-1993 : Sparadra, France 2
- 1994-1996 : Récré Kids, TMC
- 1996-1997 :  Club Dorothée, TF1
- 2008 :  Actu Mangas, Mangas

## Filmographie
- 1986 : Avec plaisir, TF1
- 1986 : May We Borrow Your Husband? (Téléfilm britannique de Bob Mahoney) le groom de l'hôtel
- 1988 : A Soldier's Tale de Larry Parr : Karl
- 1988 : Pas de pitié pour les croissants (épisode 29 La Guerre des tuyaux), TF1
- 1995 : Les Garçons de la plage, TF1 : Éric
- 1998 : Les Vacances de l'amour (épisode 3.35 Une affaire étouffée), TF1
- 2000 : Le G.R.E.C (épisode 9, French Kick)

## Théâtre
- 2004 : Bientôt les fêtes
- 2005 : La Soupière de Robert Lamoureux, mise en scène de Francis Joffo